# Laodracon carsticola
Laodracon carsticola é uma espécie de lagarto descoberta no Laos e descrita em 2023. Os répteis, medindo cerca de 15 cm, tem uma coloração em tons de preto e cinzento, o que lhes permite uma poderosa camuflagem com as rochas onde vivem, sendo quase impossível vê-los quando imóveis.